# Arte de Oceanía

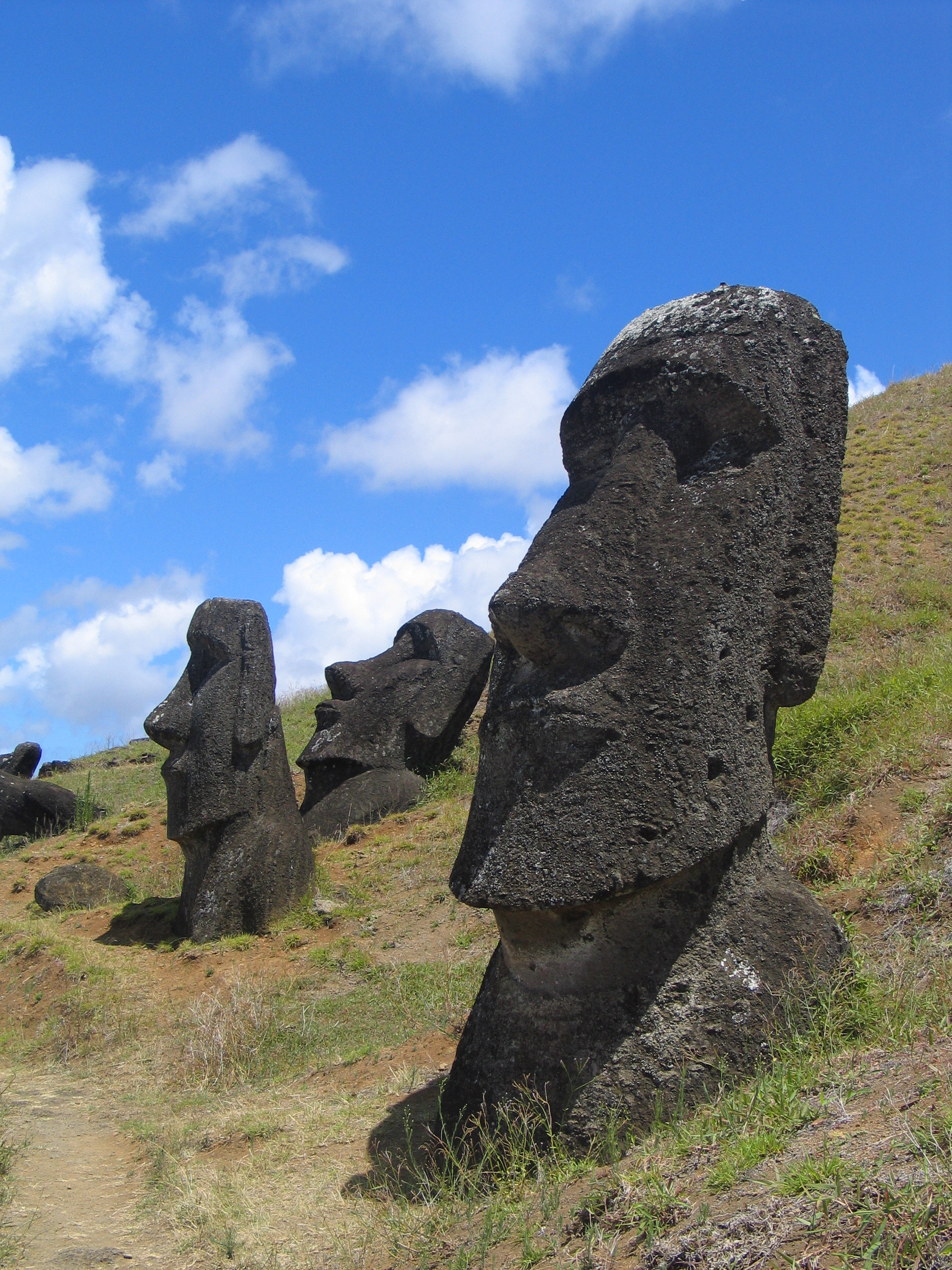
Moái en Rano Raraku, Isla de Pascua.

El Arte de Oceanía comprende los estilos, técnicas y tradiciones que reflejan las distintas culturas que jalonan este continente, marcadas por su insularidad, que ha provocado un sinfín de rasgos culturales en las distintas islas y archipiélagos, que durante mucho tiempo estuvieron aislados del mundo exterior. 
Desde la época prehistórica se desarrollaron distintas culturas, producto de las distintas olas de migraciones de los pobladores primitivos. Antes de la llegada del hombre occidental que supondrá un nuevo tipo de mestizaje, se distinguían, y aún se distinguen, tres grupos étnicos principales: los aborígenes australianos, los papúes, principalmente presentes en Nueva Guinea y los archipiélagos cercanos, y los descendientes de los austronesios, presentes en Oceanía Cercana y Oceanía Lejana incluyendo Micronesia, de los que proceden los pueblos polinésicos que habitan dentro del gran triángulo polinésico (Hawái, Rapa Nui, Nueva Zelanda). Cada etnia generó distintas y variadas civilizaciones en los archipiélagos aislados que forman el continente oceánico.
El arte oceánico se caracteriza por su temática generalmente religiosa y de culto a los antepasados, y por un tratamiento mágico-simbólico y una estilización y esquematización geométrica de las formas, llegando a veces al simple signo.

## Historia

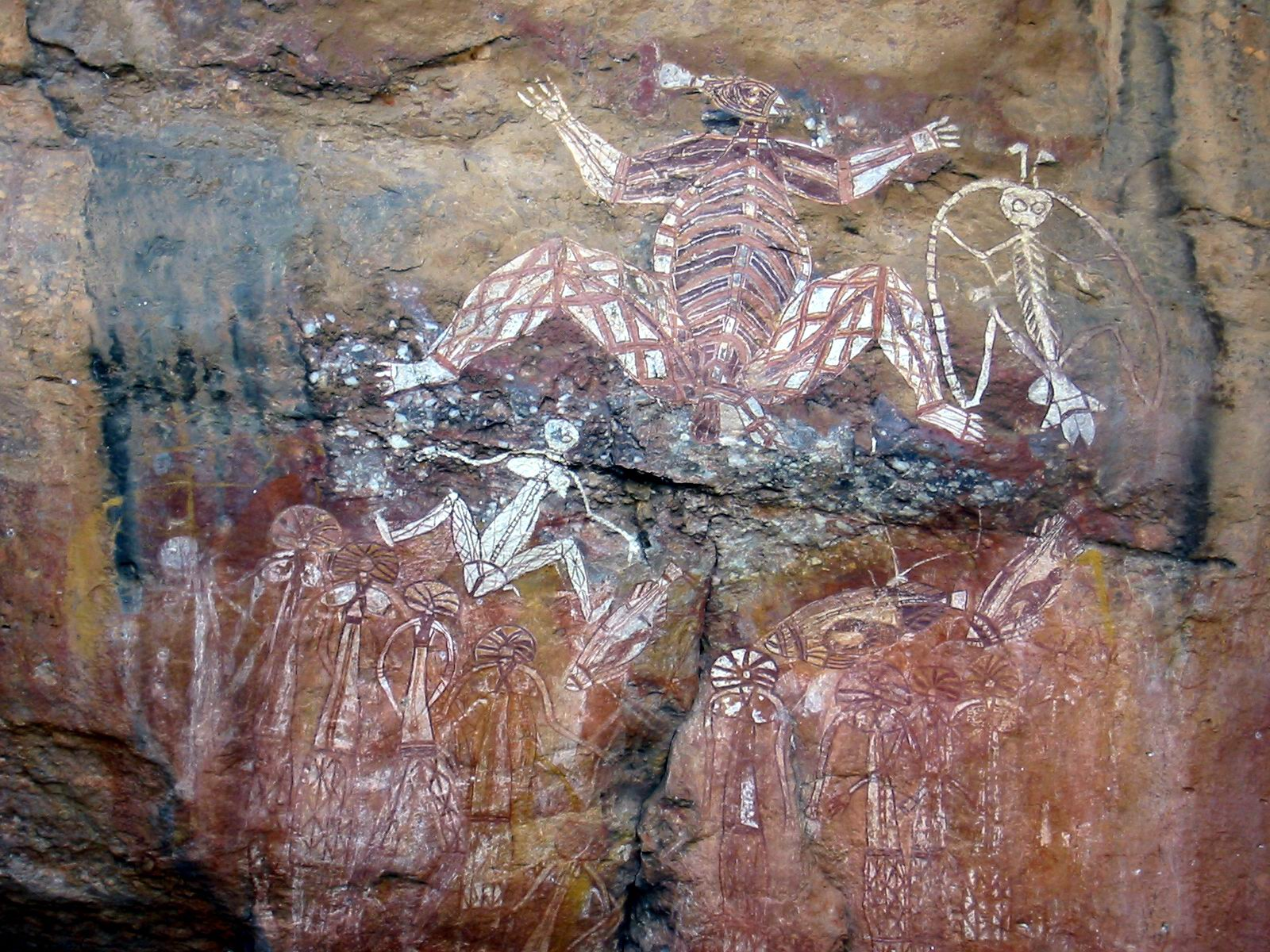
Pintura rupestre de los aborígenes australianos.

La primera cultura desarrollada observada en la zona fue la lapita (1500-500 a. C.), originada en el entorno de Nueva Guinea y extendida por la Polinesia occidental (islas Salomón, Vanuatu, Nueva Caledonia, Fiyi, Tonga y Samoa, principalmente). Se caracteriza por su cerámica decorada con motivos dentados hechos con peines o púas, así como objetos de obsidiana y conchas. Entre el 500 a. C. y el 500 d. C. continuó la colonización hacia Micronesia, Melanesia y Polinesia oriental (islas Sociedad, Marquesas, isla de Pascua, Hawái), aunque en estas primeras fases no se han hallado numerosos vestigios, excepto algunos utensilios y abalorios, principalmente de conchas. En Australia destacan las pinturas rupestres de los aborígenes australianos, que son bastante esquemáticas, llegando a la simplificación geométrica.

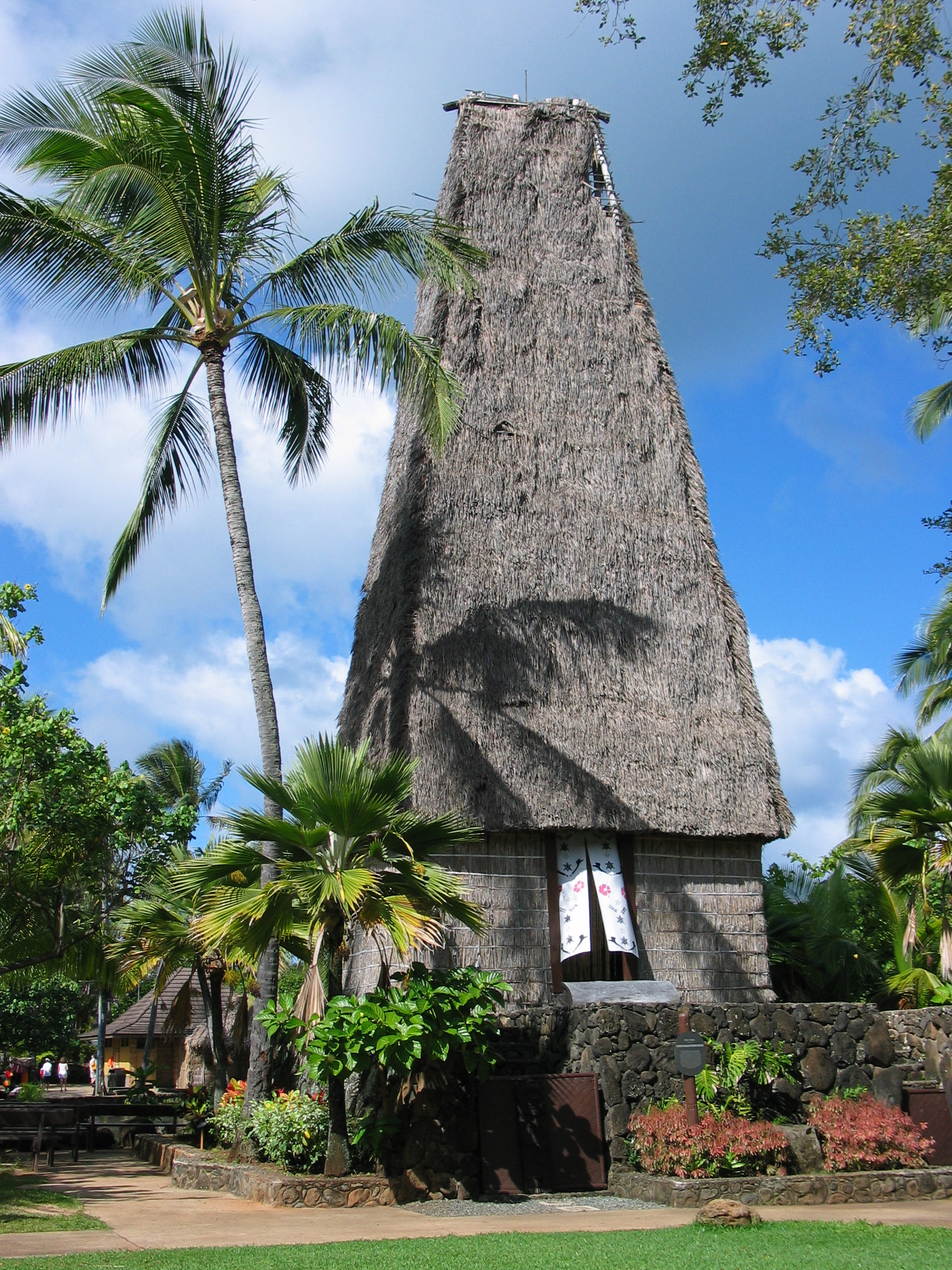
Casa de reunión melanesia.

En los siglos siguientes continuó la expansión polinesia hacia la periferia oceánica (Nueva Zelanda, islas Kermadec, islas Chatham). Se produjo una gran diversificación cultural y artística: sólo en Melanesia, por ejemplo, había más de 1000 grupos étnicos diferentes. La mayoría de manifestaciones artísticas eran de carácter ritual, relacionadas con danzas y ceremonias de tipo animista o politeísta. En Micronesia se produjeron elaborados complejos arquitectónicos con esculturas de piedra y megalitos. En Yap (islas Carolinas) existen las piedras rai, unos grandes discos de piedra con un agujero central, que algunos autores asimilan con un tipo de moneda. En Guam y las islas Marianas destacan las casas sobre columnas de piedra (latte). En Hawái se construyeron grandes templos (heiau), con esculturas de madera de hasta tres metros que representaban a sus dioses. En las islas Marquesas se dieron un tipo de construcciones de casas megalíticas sobre plataformas de piedra, con grandes estatuas antropomórficas. En Nueva Zelanda, los maoríes desarrollaron un tipo de talla de madera con figuras de líderes políticos y religiosos, así como colgantes de nefrita tallada (hei tiki). Por último, cabe destacar la construcción en la isla de Pascua de las famosas cabezas monolíticas (moái), de las que se erigieron unas 600 entre el año 900 y el 1600. Son figuras de 4 o 5 metros, que se situaban sobre plataformas de piedra que servían de base a los templos (ahu) de culto a los ancestros.
En época moderna el arte siguió siendo predominantemente indígena, aunque se realizaron los primeros contactos con la civilización occidental. En sus viajes por el Pacífico (1768-1780) James Cook reunió una serie de obras de arte que incluían tejidos, esculturas, joyas, muebles, armas, herramientas, instrumentos musicales, etc. En Melanesia destacan las grandes casas de reunión o «casas de los espíritus», dedicadas a ceremonias relacionadas con el culto a los antepasados. Continuó la talla de figuras antropomórficas –principalmente deidades locales–, como la de Kukailimoku, dios de la guerra hawaiano (British Museum), o el dios A'a, de Rurutu (islas Australes). También siguió la tradición de las máscaras, especialmente en Nueva Guinea (mai), Nueva Irlanda (malanggan) y Nueva Caledonia (apuema). Los asmat, tribu de Irian Jaya (Nueva Guinea), construían unos postes conmemorativos (bisj) de entre 5 y 10 metros de altura, tallados con figuras antropomórficas, una encima de otra. En las islas Salomón se dan estatuas de madera (indalo) de figuras humanas o animales, con incrustaciones de conchas. En Australia continuó la tradición de las pinturas rupestres, así como las churingas, piezas de madera, piedra o concha, decoradas con motivos geométricos.

## Arte cotidiano
Los objetos de la vida cotidiana reciben decoración esculpida, grabada o pintada. Las esteras son superficies planas de contorno rectangular que se diferencian según las zonas. Algunas se utilizan para vestir, otras para decorar la casa, como cubrecamas, alfombras, manteles, colchones, como moneda de intercambio e incluso para enrollar a sus muertos. Utilizan motivos teñidos de color repetidos muchas veces. Los cestos decorados pueden ser de muchas formas y tamaños. Los tapas decorados se utilizan como manteles, taparrabos o cubrepechos. En forma de faja los dibujos colorados y negros indican la jerarquía social del portador. En la alfarería se observan ollas decoradas de diversos tamaños, vasijas de agua, ollas de brujos, ollas sacrificiales, para rezar a los antecesores muertos o a los dioses vivientes, adornos de remate para gran cabaña de hombres con grupos de personajes mitológicos o simbólicos como el «hombre pájaro». La plasticidad de la arcilla hace que las formas sean muy variadas. 
En los vasos la decoración aparece en la parte superior como rayas, puntos o motivos de relieve como rostros humanos. En general son motivos geométricos en relieve. Existen cucharas hechas con una media cáscara de coco y otras de madera que tiene rostros humanos esculpidos en su mango. Los platos, también utilizados como tambores al ser golpeados con una barra de madera, son de madera dura, horizontales y de diferentes tamaños. Existen espátulas que poseen los mangos decorados, esculpidos, calados y coloreados. Los morteros pueden ser de madera con la superficie grabada. También hay muebles, reposacabezas  de madera o bambú y platos esculpidos y decorados con color.
Entre los elementos de adorno personal encontramos peines hechos con agujas aisladas y talladas de madera de helecho arborescente, aros, colgantes, los penachos negros o blancos con los que se adorna la cabellera, los rabos de cerdo pasados por los agujeros del lóbulo de las orejas, collares de perlas redondas, de conchas, de vértebras de pescado, de cáscara de nuez de coco, de huesos de pez lija, collares de diente de tiburón, de perro o de cachalote, pulseras y cinturones de corteza de árbol con decoracón geométrica que pueden ser tanto de madera decorada como de bambú. También existen unos trozos de tapa que se anudan en la frente o en la parte abultada de los músculos con una concha blanca añadida de adorno y tocados altos trenzados con plumas de colores. Cada colmillo de cerdo colgante es la señal de la cantidad de cerdos del portador, por lo tanto, de su riqueza. En algunos sitios encontramos hermosos escudos decorados de gran tamaño, con siluetas en relieve y realzados en color.

## Arte mágico, ritual y religioso
Los accesorios utilizados por la brujería oceánica consisten en paquetes de hierbas, de hojas, de ramitas, de piedrecitas mezclados con elementos de origen humano como cabellos, uñas, excrementos y también restos de comida. Las piedras utilizadas son de forma fálica o que representan el sexo femenino. Las piedras utilizadas como amuletos pueden ser fragmentos de toba volcánica densa trabajadas, redondeadas y con la forma de un rostro humano grabado. La posesión de estos amuletos atrae la riqueza a sus portadores, pueden emplearse para atraer la lluvia, la pesca o los buenos tratos comerciales, y negocios de intercambio de cerdos. Estos amuletos pueden ser de piedras esculpidas con rostros humanos o representaciones simbólicas de animales o tener una línea muy pura.
El tatuaje, forma de ornamentación corporal, tiene una función social importante y es el resultado de un arte ritual que es una creación estética en sí misma. Las líneas o bandas de colores oscuros se insertan debajo de la piel remojando un peine de marfil o hueso de dientes afilados en el pigmento procedente de la nuez o la resina de pino. Los motivos que se usan son los mismos que en las esculturas de madera. A veces producía una hinchazón tan grande en la boca que hacía que los pacientes tuvieran que alimentarse con embudos labrados porque no podían tocar alimentos con sus manos. Los tatuajes del rostro completo significaban una marca de alto nacimiento debido al coste de la operación. Tan importantes eran los tatuajes rituales que las cabezas de los jefes, después de muertos, eran vaciadas, horneadas y desecadas para conservarlas. Aún se conservan algunas en los museos.
Los motivos no mostraban el rango o la función del tatuado. Cada motivo curvilíneo recibía un nombre diferente que se correspondía con el lugar que ocupaba en el rostro. En los casos del tatuaje corporal este podía ocupar todo el cuerpo y el resultado solo dependía de la interdicción sexual rigurosa que respetaban antes y después de la operación. Solo los hombres se tatuaban, a las mujeres les estaba vedado acercarse al lugar donde lo hacían.
Los tatuadores eran miembros de la clase honrada de los tuhuna y rivalizaban entre ellos a ver quien trazaba los dibujos más complejos, que dependía casi exclusivamente del aguante físico del dolor en los pacientes. El pago dependía de la riqueza del paciente. Los tatuadores podían ser llamados desde lejos por su fama y cada uno dibujaba sus propios motivos en la cara del paciente. 
El tiki, la imagen estilizada del cuerpo humano, tema esencial del tatuaje, podría ser una representación divina. La representación de los dioses sirve como soporte para los actos religiosos.
Los bajorrelieves representando a los antepasados que aparecen en la puerta de la gran cabaña de los hombres del clan son un monumento recordatorio de los muertos que afirma la presencia de la colectividad  de los antepasados. El motivo de la lengua es símbolo de fuerza y prudencia.
En las fiestas funerarias en honor de los jefes muertos los parientes llevan a las casas de los muertos esos bajorrelieves. Cuando realizan un sacrificio se dirigen al antepasado muerto y le rinden tributo solicitándole que deje en paz a los muertos. Los bajorrelieves con representaciones humanas que cubren las paredes de las grandes cabañas representan a los antepasados de ese clan pero no desempeñan ningún papel en el culto religioso. 
Las estatuas y esculturas religiosas utilizan motivos de una compleja cosmogonía con un claro formalismo intelectual, no son retratos ni figuras humanas esquemáticas, mientras que las figuras humanas esculpidas se usan sólo en la magia negra. Las grandes esculturas talladas en toba no eran objetos de culto sino que se usaban para embellecer los mausoleos de piedra ahu. Las representaciones de los dioses se podían hacer con rollos de tapa decorados con plumas que sólo podían ver los sacerdotes, o con pértigas cilíndricas decoradas con motivos geométricos y clavadas en la tierra, o con una caña con un friso de personajes esquemáticos en la parte superior y con la parte inferior hundida en un rollo de tapa.
Algunas placas votivas de forma oval alargada que se guardan en las cabañas de los hombres, soporte material de los espíritus acuáticos, están incididas y pintadas con motivos de rostros humanos.
Existen imágenes de la «serpiente del arco iris», figura clásica de la mitología australiana, mezcladas con figuras de wondjina, ambas representantes de las potencias de los elementos atmosféricos. El dios wondjina es señor de la lluvia, y la diosa wondjina provoca la llegada de muchos hijos. Estos ritos ya pueden considerarse religiosos, pues hay en ellos una forma de plegaria silenciosa.

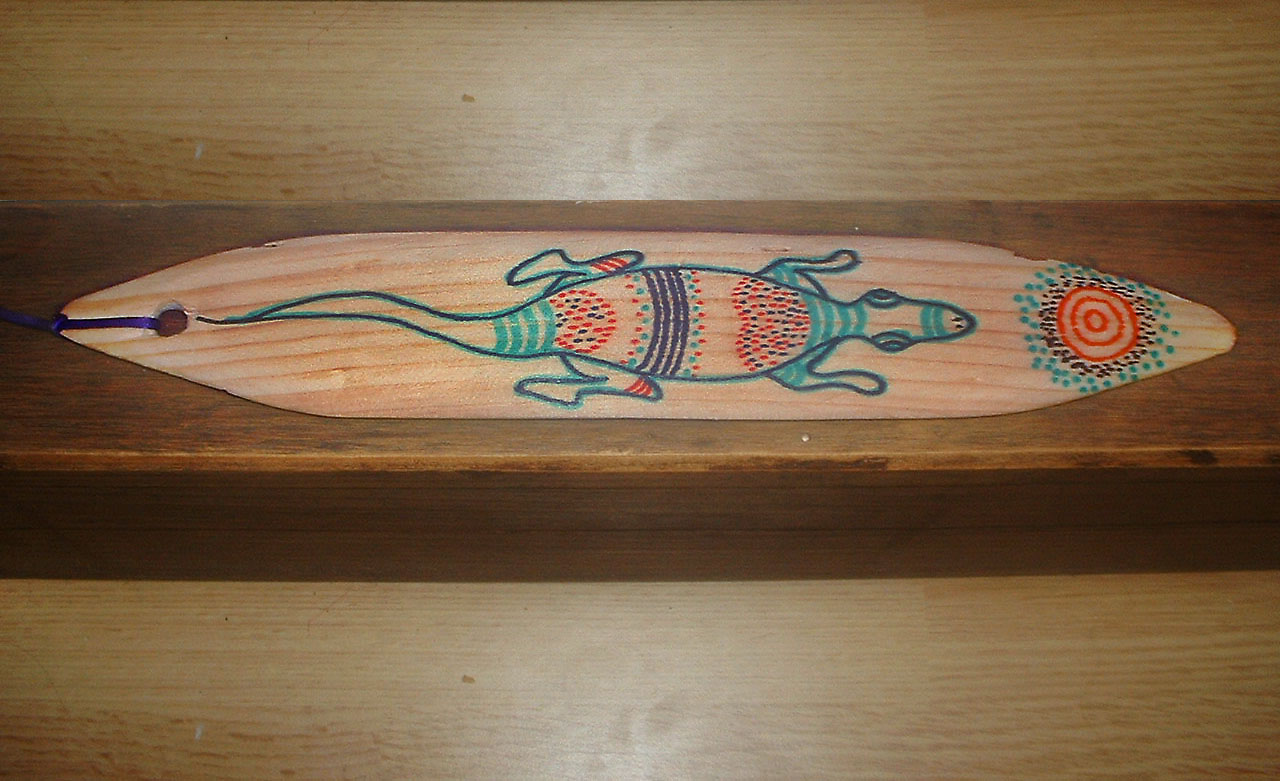
Churinga o bramadera de los aborígenes australianos.
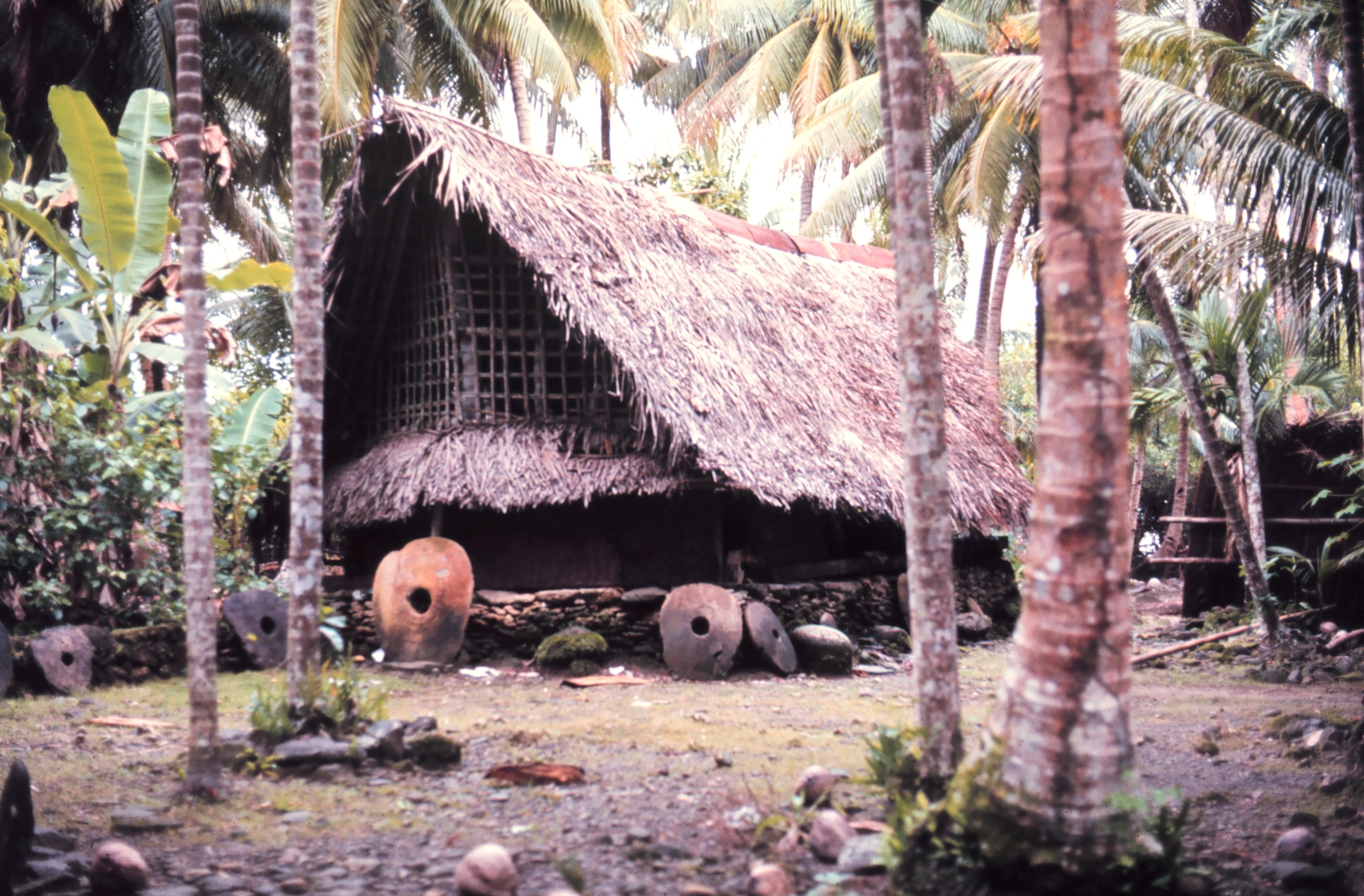
Casa con numerosas piedras rai, símbolos de riqueza, en Palaos.
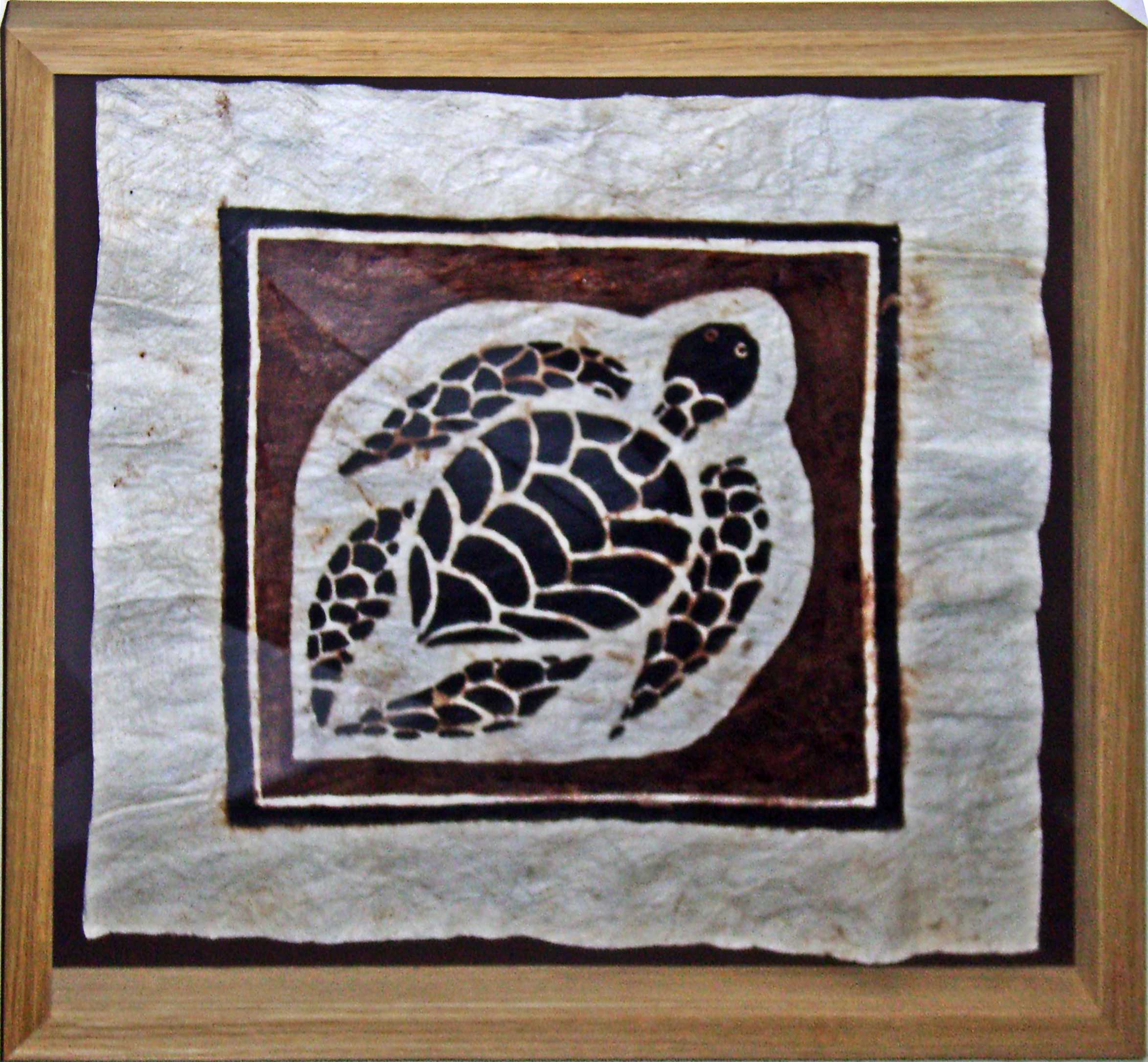
Motivo impreso en tapa, tejido de corteza vegetal de las islas Samoa.
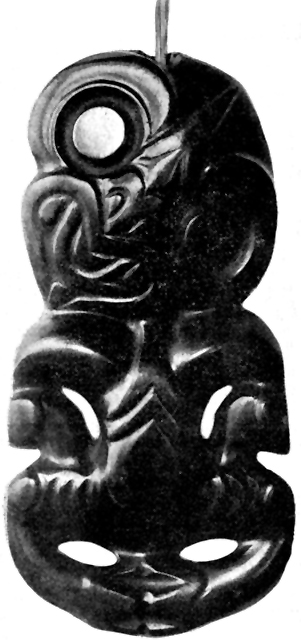
Hei tiki, colgante maorí de Nueva Zelanda.
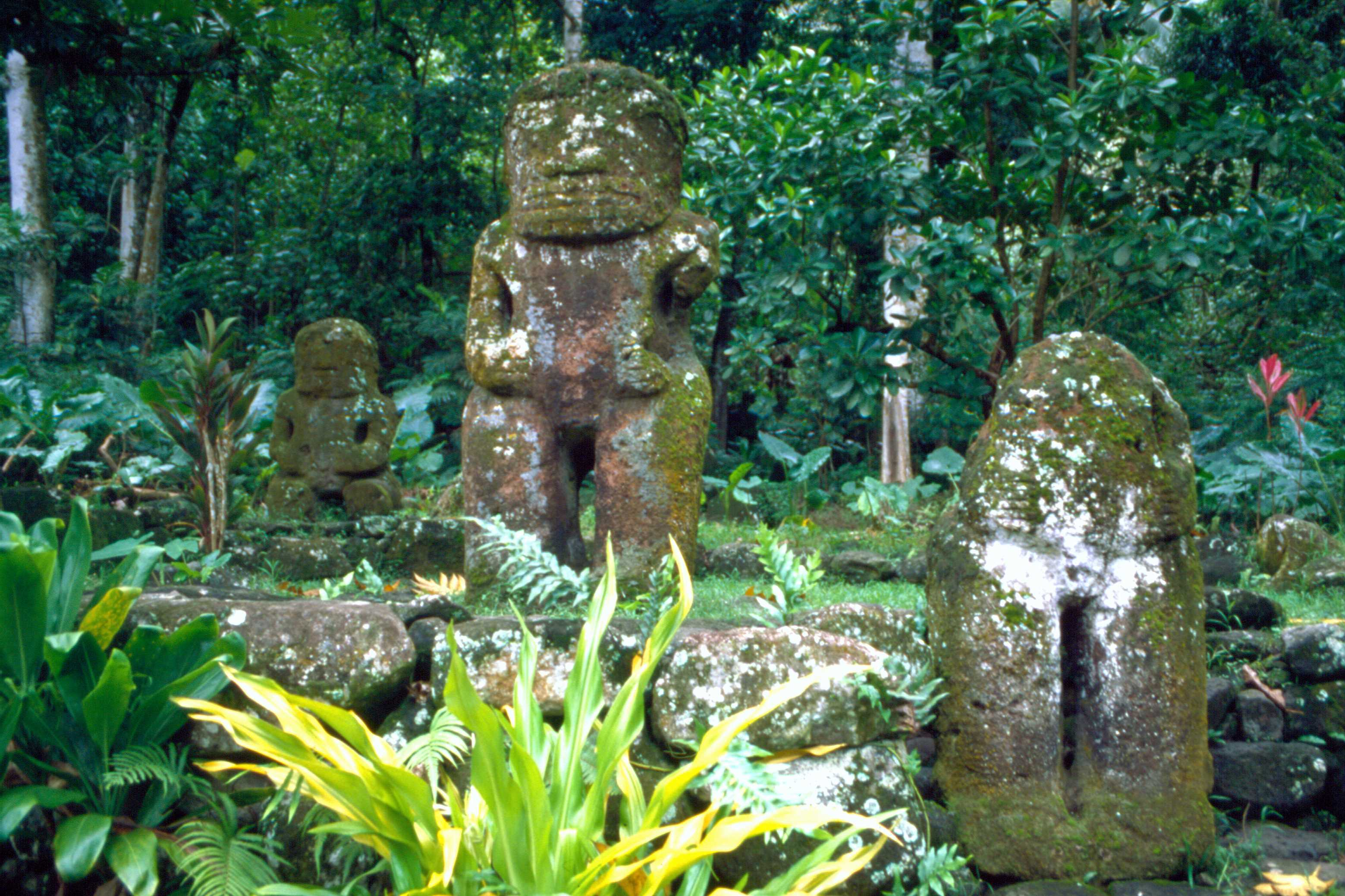
Estatuas de piedra llamadas tiki, islas Marquesas.
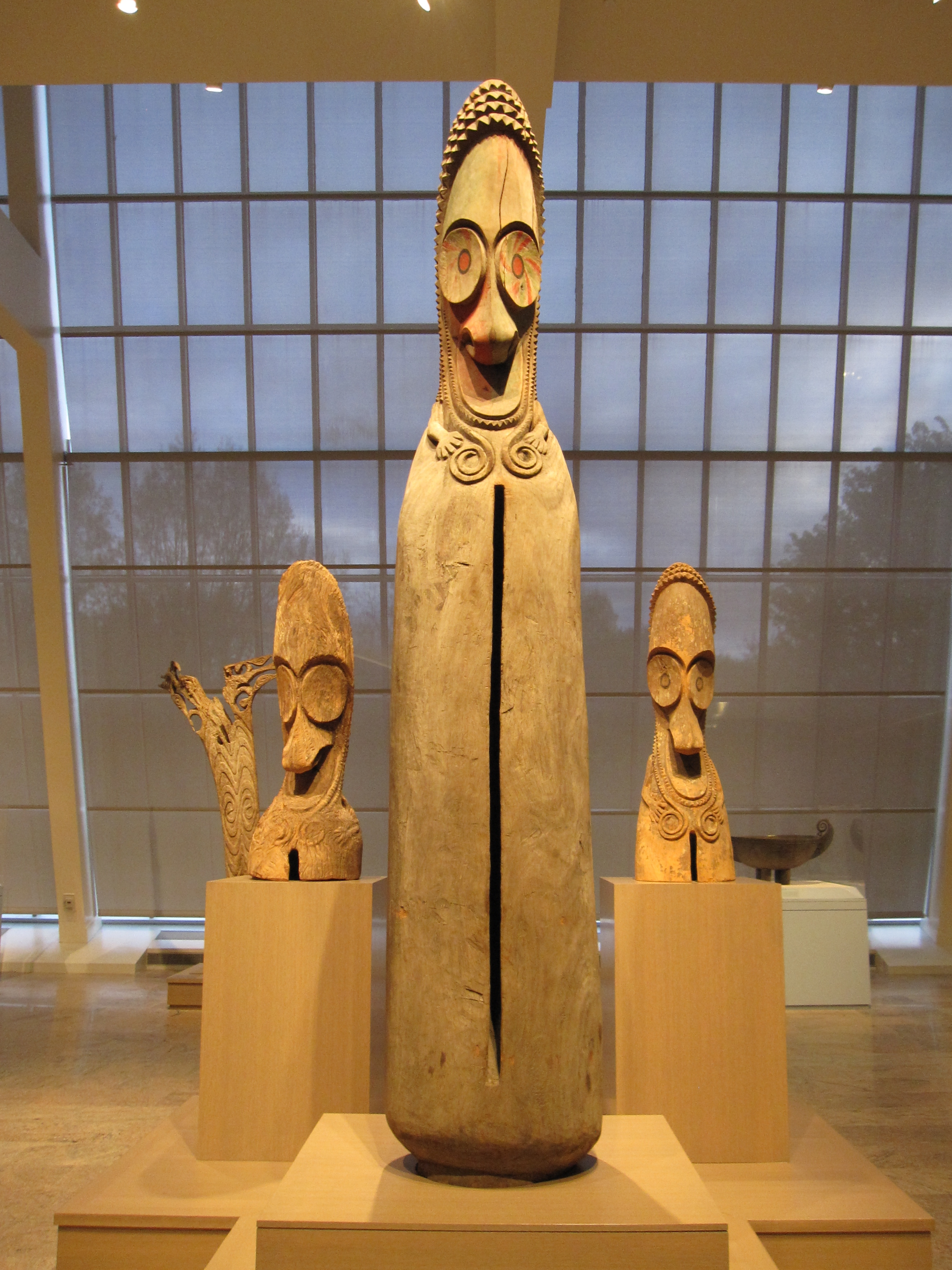
Atingting Kon, gongs de Vanuatu.
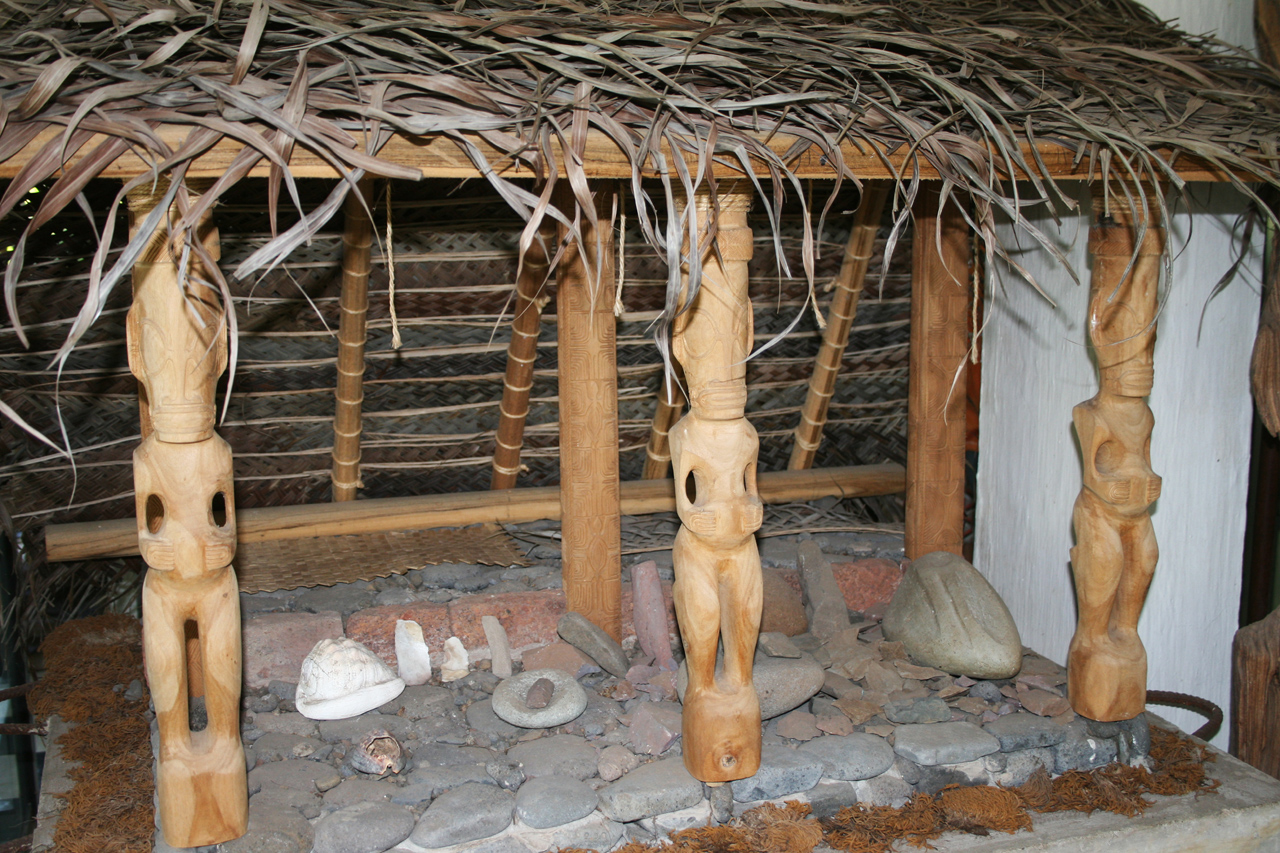
Reproducción de una casa de las islas Marquesas (museo de Ua Huka).